# بالاس (ابنة تريتون)
بالاس (باللغة الإغريقية Παλλάς) / بالأحرف الرومانية Pallás) وفق أساطير الإغريق هي حورية من حوريات البحر ومحاربة من المحاربات. وهي ابنة تريتون، وهو من أبناء بوسيدون.
تحكي الأساطير قصة صراعها مع أثينا، وكيف أن الأخيرة تمكنت منها ثم حزنت عليها وكيف خلدتها ضمن البالاديوم. أورد هيرودوت هذه القصة في كتاباته.